# باشق فرنسيس
بَاشِقُ فَرَنْسِيْس هو أحد أنواع الجوارح الصغيرة المُنتمية لفصيلة البيزان. السُلالة النمطيَّة (الفرنسيسيَّة، A. f. francesiae) منه مُستوطنة في مدغشقر، ولا توجد في أيِّ مكانٍ آخر سواها. أمَّا السُلالة قاطنة جزيرة أنجوان (السُلالة الهيَّابة، Accipiter francesiae pusillus )، فيُحتمل انقراضُها.
أُطلق على هذه الطيور هذا الاسم تيمُنًا بالسَّيِّدة فرنسيس كولي (توفيت سنة 1847م) وهي زوجة حاكم مُستعمرة رأس الرَّجاء الصَّالح، المدعو لوري كولي.